# Between Nothingness & Eternity
| Recensione              | Giudizio        |
| ----------------------- | --------------- |
| AllMusic                | [ 1 ]           |
| Robert Christgau        | B+              |
| Sputnikmusic            | 4.0 (Excellent) |
| Dizionario del Pop-Rock | [ 4 ]           |
| Progarchives            | [ 5 ]           |

Between Nothingness & Eternity è il primo album dal vivo della Mahavishnu Orchestra (e l'ultimo con la formazione originale), pubblicato dalla casa discografica Columbia Records nel novembre del 1973 .
Registrato dal vivo allo Schaefer Music Festival, tenuto al Central Park di New York, il 17 e 18 agosto 1973.

## Tracce
Lato A
1. Trilogy – 12:16 (John McLaughlin)
2. Sister Andrea – 8:37 (Jan Hammer)

Lato B
1. Dream – 21:26 (John McLaughlin)

## Musicisti
- Mahavishnu John McLaughlin - chitarra
- Jan Hammer - pianoforte, moog
- Jerry Goodman - violino
- Rick Laird - basso
- Billy Cobham - batteria

Note aggiuntive
- Murray Krugman e Mahavishnu John McLaughlin - produttori
- Sandy Pearlman - consulente alla produzione
- Registrato nell'agosto del 1973 al Central Park di New York City, New York (Stati Uniti)
- Tim Geelan - ingegnere delle registrazioni
- Ashok (Chris Poisson) - fotografia e design album
- Helmut Wimmer - artwork (Star Cluster)[8]